# 獎券海梅介
獎券海梅介（学名：Hermanites cupunata）为半花介科海梅介屬下的一个种。